# Susan Atkins
Pour les articles homonymes, voir Atkins.
Susan Denise Atkins, née le 7 mai 1948 et morte le 24 septembre 2009, est une criminelle américaine qui fut incarcérée à la Central California Women's Facility en Californie pour sa participation dans les meurtres perpétrés par plusieurs membres de la « famille » de Charles Manson. Ce groupe s'est distingué par une série d'assassinats, parmi lesquels ceux de Sharon Tate et de Leno et Rosemary LaBianca, sur ordre de Manson, et exécutés par plusieurs membres de sa communauté, Manson ne prenant jamais directement part aux meurtres.
En l'espace de cinq semaines pendant l'été 1969, neuf personnes furent assassinées en quatre lieux différents. L'implication de Susan Atkins a été reconnue dans huit de ces meurtres.

## Rencontre avec Manson
Susan Atkins est danseuse aux seins nus quand elle rencontre Charles Manson en 1967. Celui-ci vient jouer de la guitare à la maison qu'elle habite dans le quartier de Haight-Ashbury à San Francisco avec d'autres amis. Alors qu'elle doit quitter cette maison quelques semaines plus tard, Manson lui propose de rejoindre sa communauté qui devait s'embarquer pour un voyage dans un bus scolaire. Elle reçoit alors le nom de « Sadie Mae Glutz » et voyage avec eux pendant un an et demi. Atkins déclarera plus tard qu'elle pensait que Manson était Jésus-Christ.
Le 7 octobre 1967, elle met au monde un fils de père inconnu, que Manson appelle « Zezozose Zadfrack Glutz » (elle perdra la garde de l'enfant quand elle sera plus tard condamnée). La « famille » s'établit ensuite au Spahn Ranch dans la vallée de San Fernando en Californie du Sud jusqu'aux meurtres.

## Les meurtres de Sharon Tate et ses amis
Le 8 août 1969 au soir, Manson réunit Atkins et deux autres membres de la communauté et leur demande de suivre Charles Tex Watson, bras droit de Manson, et de faire tout ce que celui-ci leur dit. Lors de son procès, Atkins déclara que, dans la voiture, Watson leur a annoncé qu'ils allaient voler de l'argent et tuer des personnes.
Au cours de la nuit, cinq personnes furent effectivement tuées soit par arme à feu soit par coup de couteau dans la maison de Roman Polanski à Los Angeles : Sharon Tate, alors enceinte de 8 mois et demi, Steven Parent, Jay Sebring, Wojciech Frykowski, et Abigail Folger. Polanski, le mari de Tate, est en voyage en Europe au moment des faits
Les assassinats sont d'une grande sauvagerie. Susan Atkins écrivit « Pig » (« Porc ») avec le sang de Tate sur la porte d'entrée.

## L'arrestation, les aveux et le procès
Ce n'est qu'en octobre 1969, deux mois plus tard, qu'Atkins est dénoncée par un autre membre du groupe comme responsable d'assassinats. Elle est arrêtée et accepte de témoigner en échange d'une promesse de ne pas être condamnée à mort. C'est au cours de ce témoignage qu'elle raconta en détail la mise à mort des victimes. Elle révèle en particulier que Sharon Tate l'a implorée de la laisser en vie, elle et son enfant, ce à quoi elle a répondu ; « Femme, je n'ai aucune pitié à ton égard. » (« Woman, I have no mercy for you. »). Elle revint sur ses aveux ensuite, puis les formula à nouveau, à l'identique.
Susan Atkins révèle aux enquêteurs qu'il existait une liste de personnalités à assassiner parmi lesquelles figurent Elizabeth Taylor, Frank Sinatra, Steve McQueen, Tom Jones.
Le procès commence le 15 juin 1970. L'attitude d'Atkins et des autres accusés est exempte de remords ; ils sont souriants, cyniques, et chantent sur le chemin de la salle d'audience. Ils sont condamnés à mort le 29 mars 1971 mais la sentence fut changée en emprisonnement à perpétuité.
En 2000, alors qu'Atkins fait une demande de libération, le père de Sharon Tate transmit un message à faire lire devant la commission ; « Il y a trente et un ans, j'étais dans la salle d'audience et j'ai vu une jeune femme qui ricanait, insultait tout le monde. Alors même qu'elle rapportait les dernières paroles de ma fille, elle riait. Ma famille était dévastée. Si Susan Atkins est libérée pour rejoindre sa propre famille, où est la Justice ? ».

## En prison
En avril 1978, Atkins publie son autobiographie Child of Satan, Child of God. Depuis 1974, Atkins dit s'être convertie aux born-again Christians.
En 1980, elle se marie à Donald Lee Laisure puis une seconde fois en 1987 à James W. Whitehouse, qui à la suite de leur mariage a décidé de commencer des études à Harvard pour devenir avocat, diplôme qu'il a obtenu avec succès.
Ainsi, il put défendre sa femme et d'autres condamnés qui se disent innocents.
En avril 2008, Atkins est hospitalisée pour un cancer du cerveau et est amputée d'une jambe. En juin 2008, elle est partiellement paralysée, cependant sa demande de libération (la dixième) pour finir ses jours hors de la prison lui est refusée. Elle décède des suites de ce cancer le 24 septembre 2009.

## Dans la culture populaire
En 2019, elle est interprétée par Mikey Madison dans Once Upon a Time… in Hollywood de Quentin Tarantino.